# Joelle
Joelle  ist ein weiblicher Vorname.

## Herkunft und Bedeutung
Joelle ist die englische, weibliche Variante des hebräischen Namens יוֹאֵל jōʾēl. Es handelt sich dabei um einen Bekenntnisnamen, bestehend aus dem Gottesnamen יהוה jhwh und dem Element אֵל ʾēl „Gott“: „der Herr ist Gott“.

## Verbreitung
In den USA war der Name nie besonders beliebt. Demgegenüber gehörte Joëlle in Frankreich von 1940 bis in die 1970er Jahre hinein zu den 100 beliebtesten Mädchennamen. Mittlerweile wird er jedoch nur noch äußerst selten vergeben. In den Niederlanden wird der Name relativ selten vergeben.
Auch in Deutschland ist Joelle ein seltener Name. Seine Popularität sinkt dabei weiter.

## Varianten

### Weibliche Varianten
- Deutsch: Joele, Joela
- Englisch: Joella
- Französisch: Joëlle
- Niederländisch: Joëlle, Joëlla

### Männliche Varianten
- Deutsch: Joel
- Englisch: Joel
- Estnisch: Joel
- Färöisch: Jóel
- Finnisch: Joel
- Französisch: Joël
  - Provenzalisch: Joèl
- Griechisch: Ἰωήλ Iōēl
- Hebräisch: יוֹאֵל jōʾēl
- Isländisch: Jóel
- Italienisch: Gioele, Joele
  - Latein: Iohel
- Niederländisch: Joël
- Portugiesisch: Joel
  - Galicisch: Xoel
- Schwedisch: Joel
- Spanisch: Yoel, Joel

## Bekannte Namensträgerinnen

### Joelle
- Joelle Carter (* 1972), US-amerikanische Schauspielerin
- Joelle Franzmann (* 1978), deutsche Triathletin
- Joelle King (* 1988), neuseeländische Squashspielerin
- Joelle Mogensen (1953–1982), französische Sängerin
- Joelle Murray (* 1986), schottische Fußballnationalspielerin
- Joelle Tesche (* 1978), deutsche Triathletin
- Joelle Wallach (* 1946), US-amerikanische Komponistin und Musikpädagogin
- Joelle Wedemeyer (* 1996), deutsche Fußballspielerin

### Joëlle
- Joëlle Aubron (1959–2006), französische Terroristin und Mitbegründerin der Action Directe
- Joëlle Bergeron (* 1949), französische Politikerin
- Joëlle Brupbacher (1978–2011), Schweizer Höhenbergsteigerin
- Joëlle Coutaz (* 1946), französische Informatikerin und Professorin
- Joëlle De Brouwer (* 1950), französische Mittel- und Langstreckenläuferin
- Joëlle Elvinger (* 1980), luxemburgische Juristin und Politikerin
- Joëlle de La Casinière (* 1944), marokkanisch-französische Mixed Media- und Videokünstlerin
- Joëlle Léandre (* 1951), französische Kontrabassistin
- Joëlle Mélin (* 1950), französische Medizinerin und Politikerin (RN)
- Joëlle Milquet (* 1961), belgische Politikerin
- Joëlle Numainville (* 1987), kanadische Radrennfahrerin
- Joëlle Tourlonias (* 1985), deutsche Illustratorin
- Joëlle Tuerlinckx (* 1958), belgische Video- und Objektkünstlerin
- Joëlle Ursull (* 1960), französische Sängerin
- Joëlle Wintrebert (* 1949), französische Schriftstellerin